# Фредерісія (муніципалітет)
Фредерісія (дан. Fredericia) — муніципалітет у регіоні Південна Данія королівства Данія. Площа — 133.6 квадратних кілометрів. Адміністративний центр муніципалітету — місто Фредерісія.

## Населення
У 2012 році населення муніципалітету становило 50 193 особи.